# Contea di Patrick
La contea di Patrick (in inglese Patrick County) è una contea dello Stato della Virginia, negli Stati Uniti. La popolazione al censimento del 2000 era di 19 407 abitanti. Il capoluogo di contea è Stuart.